# Тер-Ованесян, Игорь Арамович
И́горь Ара́мович Тер-Ованеся́н (род. 19 мая 1938, Киев) — советский легкоатлет, неоднократный рекордсмен мира в прыжках в длину. Пятикратный участник Олимпийских игр, начиная с Олимпиады в Мельбурне, двукратный бронзовый призёр Олимпиад 1960 и 1964 годов. Мастер спорта СССР (1957), заслуженный мастер спорта СССР и заслуженный тренер СССР. Выступал за «Буревестник». Кавалер ордена «Знак почёта» (1960).

## Биография
Родился 19 мая 1938 года в Киеве. В дальнейшем семья перебралась в Москву. Отец — Арам Аветисович Тер-Ованесян, мать — Валентина Ивановна Ильинская, занималась волейболом и теннисом.

### Спортсмен
Представлял общество «Буревестник» (Львов) до 1962 года, с 1962 года «Буревестник» (Москва).
Уже в 17 лет Игорь вошёл в сборную СССР и был в её составе в течение 17 лет. Дважды бронзовый призёр Олимпийских Игр. В Риме в 1960 году — 8,04 м и в Токио в 1964 году — 7,99 м. В течение многих лет на равных конкурировал с американскими атлетами, в частности с Ральфом Бостоном. Первым из европейских прыгунов преодолел рубеж 8 метров в прыжках в длину. 8 раз бил европейские и 2 раза мировые рекорды. Трёхкратный чемпион Европы на открытых стадионах (1958, 1962, 1969). Призёр чемпионатов Европы в закрытых помещениях. На матче СССР — США по лёгкой атлетике 1969 года победил рекордсмена мира Роберта Бимона. Обладатель уникального для европейских атлетов достижения: в 1963 году завоевал звание чемпиона США (в закрытых помещениях). Многократный чемпион СССР в прыжках в длину и в спринтерских дисциплинах. Четырежды (1962, 1966—67 и 1969) был обладателем лучшего результата сезона в мире в прыжках в длину.

### Тренер
По окончании карьеры спортсмена перешёл на тренерскую работу. Подготовил таких атлетов как Валерий Подлужный, Вильгельмина Бардаускене, Татьяна Колпакова. Был главным тренером сборной СССР и СНГ по лёгкой атлетике (1983—1992). В 1989 году главный тренер сборной команды СССР Игорь Тер-Ованесян выступил одним из инициаторов проведения четырёхстороннего матча СССР —Великобритания — США — ФРГ — попытки возродить «матчи гигантов» СССР — США тридцатилетней давности.

### Функционер
Работал на посту председателя Главного тренерского совета сборных команд Спорткомитета России. В 1994 году был назначен заместителем председателя ГКФТ Российской Федерации. С 1991 является членом центрального совета IAAF (IAAF Council Member).

### Учёный
Кандидат педагогических наук, профессор кафедры лёгкой атлетики Московской государственной академии физической культуры. Опубликовал несколько научных монографий и книг.

## Семья
Был дважды женат:
- Первая жена — Маргарита Юрьевна Емельянова (род. 7 января 1931), чемпионка СССР 1957 года по теннису;
  - сын Игорь (1963)
  - дочь Карина (1967).
- Вторая жена — Ольга Артуровна Клейн;
  - дочь Яна Игоревна Клейн (1982)[4].

## Результаты

### Соревнования
| Год  | Соревнование                 | Город          | Дисциплина            | Дата                    | Результат      | Место |
| ---- | ---------------------------- | -------------- | --------------------- | ----------------------- | -------------- | ----- |
| 1957 | Чемпионат СССР               | Москва         | прыжки в длину        | 28 августа — 2 сентября | 7,57           | I     |
| 1958 | Чемпионат СССР               | Таллин         | прыжки в длину        | 19—21 июля              | 7,66           | II    |
| 1958 | Чемпионат СССР               | Тбилиси        | эстафета 4×100 метров | 28 октября — 2 ноября   | 40,5           | I     |
| 1958 | Чемпионат СССР               | Тбилиси        | десятиборье           | 31 октября — 1 ноября   | 7184 PB (7108) | III   |
| 1959 | Спартакиада                  | Москва         | прыжки в длину        | 9—14 августа            | 7,87           | I     |
| 1959 | Спартакиада                  | Москва         | эстафета 4×100 метров | 9—14 августа            | 40,9           | I     |
| 1960 | Чемпионат СССР               | Москва         | прыжки в длину        | 15—18 июля              | 7,81           | I     |
| 1960 | Чемпионат СССР               | Киев           | эстафета 4×100 метров | 15—19 октября           | 40,9           | III   |
| 1962 | Чемпионат СССР               | Москва         | прыжки в длину        | 11—13 августа           | 7,89           | I     |
| 1963 | Чемпионат США (в помещении)  | Нью-Йорк       | 23 февраля            | прыжки в длину          | 8,03           | I     |
| 1963 | Спартакиада                  | Москва         | прыжки в длину        | 9—15 августа            | 7,88           | I     |
| 1963 | Спартакиада                  | Москва         | эстафета 4×100 метров | 9—15 августа            | 40,4           | I     |
| 1964 | Чемпионат СССР               | Киев           | прыжки в длину        | 27—30 августа           | 8,18           | I     |
| 1965 | Чемпионат СССР               | Алма-Ата       | прыжки в длину        | 14—17 октября           | 8,18           | I     |
| 1966 | Чемпионат СССР               | Днепропетровск | прыжки в длину        | 12—14 августа           | 7,88           | I     |
| 1967 | Спартакиада                  | Москва         | прыжки в длину        | 28 июля —1 августа      | 7,93           | I     |
| 1968 | Чемпионат СССР               | Ленинакан      | прыжки в длину        | 17 августа              | 8,28           | I     |
| 1969 | Чемпионат СССР               | Киев           | прыжки в длину        | 17—20 августа           | 8,04           | I     |
| 1970 | Кубок СССР                   | Ташкент        | прыжки в длину        | 9—11 октября            | 7,67           | I     |
| 1971 | Чемпионат СССР (в помещении) | Москва         | прыжки в длину        | 27—28 февраля           | 7,83           | I     |
| 1971 | Спартакиада                  | Москва         | прыжки в длину        | 16—19 июля              | 7,88           | I     |
| 1972 | Чемпионат СССР               | Москва         | прыжки в длину        | 19 июля                 | 7,94           | II    |

1. ↑  в скобках приведён пересчёт с использованием современных таблиц

### Рекорды
| Результат                   | Место           | Дата            | Ветер           | Примечание      | Видео/Фото/ Кинограмма |
| Мировые рекорды             | Мировые рекорды | Мировые рекорды | Мировые рекорды | Мировые рекорды | Мировые рекорды        |
| --------------------------- | --------------- | --------------- | --------------- | --------------- | ---------------------- |
| 8,31                        | Ереван          | 10.06.1962      | (-0,1)          |                 |                        |
| 8,35 (Повторение)           | Мехико          | 19.10.1967      | (+0,0)          | Высокогорье     |                        |
| Мировые рекорды в помещении |                 |                 |                 |                 |                        |
| 8,18                        | Нью-Йорк        | 01.02.1963      |                 |                 |                        |
| 8,19                        | Ленинград       | 19.03.1966      |                 |                 |                        |
| 8,23                        | Дортмунд        | 27.03.1966      |                 |                 |                        |
| Рекорды Европы              |                 |                 |                 |                 |                        |
| 8,01                        | Москва          | 16.05.1959      |                 |                 |                        |
| 8,04                        | Рим             | 02.10.1960      |                 |                 |                        |
| 8,17                        | Харьков         | 11.06.1961      |                 |                 |                        |
| 8,19                        | Москва          | 17.06.1961      |                 |                 |                        |
| 8,33                        | Мехико          | 19.10.1967      |                 |                 |                        |

### Все прыжки за 8,20 м
| Результат | Место     | Дата       | Ветер  | Примечание  | Видео/Фото/ Кинограмма |
| --------- | --------- | ---------- | ------ | ----------- | ---------------------- |
| 8,31 WR*  | Ереван    | 10.06.1962 | (-0,1) |             |                        |
| 8,23      | Дортмунд  | 27.03.1966 |        | В зале      |                        |
| 8,23      | Леселидзе | 23.04.1966 |        |             |                        |
| 8,35 =WR* | Мехико    | 19.10.1967 | (+0,0) | Высокогорье |                        |
| 8,33      | Мехико    | 19.10.1967 |        | Высокогорье |                        |
| 8,28      | Ленинакан | 17.08.1968 |        | Высокогорье |                        |
| 8,21      | Одесса    | 01.07.1969 |        |             |                        |

## Награды и звания
- Заслуженный работник физической культуры Российской Федерации (16 ноября 1998)[7]
- Орден Почета (8 августа 2023) — за заслуги в области физической культуры и спорта, многолетнюю добросовестную работу
- Орден «Знак Почёта» (16 сентября 1960) — за успешные выступления в XVII летних и VIII зимних Олимпийских играх 1960 года, а также за выдающиеся спортивные достижения[8]
- Почётная грамота Правительства Российской Федерации (7 августа 1997) — за большой личный вклад в подготовку и проведение Спартакиады трудящихся Российской Федерации 1996—1997 годов «За физическое и нравственное здоровье нации»
- Был удостоен специальной награды Fair Play от международного комитета Fair Play и IAAF, вручённой во время проведения 14 чемпионата мира в Москве 17 августа 2013 года[9].

### Комментарии
1. 1 2  Состав команды: Игорь Тер-Ованесян, Вадим Архипчук, Михаил Бондаренко, Леонид Бартенев
2. ↑  Состав команды: Вячеслав Хрычёв, Игорь Тер-Ованесян, Эдвин Озолин, Леонид Бартенев
3. ↑  Состав команды: Слава Прохоровский, Амин Туяков, Игорь Тер-Ованесян, Борис Зубов